# Alojz Hren
Alojz Hren - Hren, slovenski partizan, politik, politični komisar in generalmajor JLA, * 2. maj 1924, † 15.1.2013 2013.
V NOV in POS je vstopil v 12. maja 1942. Kot pripadnik Cankarjeve brigade je bil eden izmed odposlancev, ki so se udeležili Zbora odposlancev slovenskega naroda v Kočevju.